# ماساو یاماموتو (بازیکن فوتبال)
ماساو یاماموتو (بازیکن فوتبال) (ژاپنی: 山本 正男؛ زادهٔ ۱۶ دسامبر ۱۹۷۷) یک بازیکن فوتبال اهل ژاپن است.
از باشگاه‌هایی که در آن بازی کرده‌است می‌توان به باشگاه فوتبال جوبیلو ایواتا اشاره کرد.